# Distrikt Coronel Castañeda
Der Distrikt Coronel Castañeda liegt in der Provinz Parinacochas in der Region Ayacucho in Südzentral-Peru. Benannt wurde der Distrikt vermutlich nach José Santos Castañeda, der im September 1855 Interimspräsident der peruanischen Nationalversammlung war. Der Distrikt wurde am 28. Juni 1955 gegründet. Er besitzt eine Fläche von 1081 km². Beim Zensus 2017 wurden 1767 Einwohner gezählt. Im Jahr 1993 lag die Einwohnerzahl bei 582, im Jahr 2007 bei 1290. Sitz der Distriktverwaltung ist die 3620 m hoch gelegene Ortschaft Aniso mit 469 Einwohnern (Stand 2017). Aniso liegt knapp 60 km ostnordöstlich der Provinzhauptstadt Coracora.

## Geographische Lage
Der Distrikt Coronel Castañeda liegt in der peruanischen Westkordillere im äußersten Osten der Provinz Parinacochas. Der Distrikt hat eine Längsausdehnung in WSW-ONO-Richtung von knapp 62 km sowie eine maximale Breite von etwa 19 km. Im äußersten Osten erhebt sich der 5224 m hohe Cerro Lunco (Lunq'u). Der Río Pallancata durchquert den Distrikt anfangs in westlicher, später in westsüdwestlicher Richtung und mündet im äußersten Westen des Distrikts in den nach Süden fließenden Río Marán. Im Süden und im Norden wird der Distrikt jeweils von einem Höhenkamm flankiert.
Der Distrikt Coronel Castañeda grenzt im Westen an den Distrikt Upahuacho, im Nordwesten an den Distrikt Cotaruse (Provinz Aymaraes), im Nordosten an den Distrikt Antabamba (Provinz Antabamba), im Südosten an den Distrikt Pampamarca (Provinz La Unión), im zentralen Süden an den Distrikt Oyolo (Provinz Páucar del Sara Sara) sowie im Südwesten an den Distrikt Pacapausa.

## Ortschaften
Neben dem Hauptort gibt es folgende größere Ortschaften im Distrikt:
- Huanaccmarca